# دی لا رو
دی لا رو (انگلیسی: De La Rue) شرکت مهندسی بریتانیایی است، که در سال ۱۸۲۱ تأسیس شد.